# Metacatharsius transvaalensis
Metacatharsius transvaalensis là một loài bọ cánh cứng trong họ Bọ hung (Scarabaeidae).